# Hvorup Sogn
Hvorup Sogn er et sogn i Aalborg Nordre Provsti (Aalborg Stift).
Sundby Sogn og Hvorup Sogn, der begge hørte til Kær Herred i Ålborg Amt, udgjorde fra 1842 Sundby-Hvorup sognekommune. I 1857 blev handelspladsen Nørresundby udskilt som en selvstændig kommune, der i 1900 blev købstad. En del af Sundby Sogn blev til Nørresundby Sogn, resten blev til Nørresundby Landdistrikt, som sammen med Hvorup Sogn blev annekser til Nørresundby Sogn. Landdistriktet var stadig under herredets administration og udgjorde stadig sammen med Hvorup Sogn Sundby-Hvorup Sognekommune. Den blev i 1968 indlemmet i Nørresundby Købstadskommune, som ved kommunalreformen i 1970 indgik i Aalborg Kommune.
I Hvorup Sogn ligger Hvorup Kirke fra ca. 1200 og Nørre Uttrup Kirke fra 1977.
I sognet findes følgende autoriserede stednavne:
- Bouet (bebyggelse)
- Hvorup (bebyggelse, ejerlav)
- Hvorup Mose (areal)
- Hvorup og Hedelund Plantage (areal)
- Hvorupgård (bebyggelse)
- Hvorupgård Mark (bebyggelse)
- Hvoruptorp (ejerlav, landbrugsejendom)
- Kammerdal (bebyggelse)
- Nørre Uttrup (bebyggelse, ejerlav)